# Rouslana Pyssanka
Rouslana Ihorivna Pyssanka (en ukrainien : Руслана Ігорівна Писанка), née le 17 novembre 1965 à Kiev (Union soviétique) et morte le 19 juillet 2022 à Kaiserslautern en Allemagne, est une actrice et animatrice de télévision ukrainienne.

## Biographie
Rouslana Pyssanka est née le 17 novembre 1965 à Kiev. Son père Igor Mykolaïovytch Pyssanko est un directeur de la photographie bien connu et lauréat du prix Chevtchenko 1973 pour le film documentaire Советская Украина (« L'Ukraine soviétique »). Elle fait des études à l'université nationale Karpenko-Kary de Kiev. Elle obtient son diplôme de la faculté de cinéma en 1995 avec une majeure en « réalisation de télévision ». Elle participe au projet télévisé ukrainien Women's Club. Avec Alekseï Diveïev-Tserkovny, elle présente la météo, ce qui la rend célèbre en Ukraine. En 2006, elle participe au projet télévisé TТанці з зірками (Dancing with the Stars). En 2008, avec Volodymyr Zelensky (président de l'Ukraine à partir de 2019), elle anime l'émission de téléréalité Romance officielle sur la chaîne Inter TV. En 2010, elle participe au projet télévisé Зірка+Зірка (Zirka + Zirka) sur la chaîne de télévision 1+1 et chante en duo avec le chanteur d'opéra et de pop ukrainien Volodymyr Hrychko. En 2017, elle participe avec son mari Igor Isakov à la septième saison de Зважені та щасливі (Équilibré et heureux (uk)) sur STB. Après cela, elle anime l'émission La Météo avec Rouslana Pyssanka sur la station de radio Retro FM Ukraine et l'émission Votre journée sur 1+1,.
Elle joue dans des films en Ukraine, Russie, Pologne et aux Pays-Bas. Au moment de son décès, Rouslana Pysanka tourne dans le film Démons, adapté du roman de Natalia Vorojbyt.
Depuis 2012, elle est mariée à l'homme d'affaires Igor Isakov. Elle n'a pas d'enfants.
Rouslana Pyssanka meurt des suites d'une maladie le 19 juillet 2022, à l'âge de 56 ans, à Kaiserslautern en Allemagne où elle est réfugiée.

## Distinctions
Pour le film Moskal-Charivnyk, Rouslana Pyssanka obtient le prix Alexandre-Dovjenko.
Elle est décorée de l'ordre de Saint Vladimir.

## Filmographie sélective
- 1995 : Moskal-Charivnyk : Tetyana
- 1999 : Par le fer et par le feu (Ogniem i mieczem) : Horpyna
- 2012 : Rjevski contre Napoléon : Madame Golovina
- 2016 : The Dragon Spell, dessin animé en ukrainien incarnant Witch.

## Télévision
- 2006 : Танці з зірками (Dancing with the Stars), 1 + 1
- 2008 : Службовий романс (Romance de service avec Volodymyr Zelensky), Inter
- 2010 : Зірка+Зірка (Zirka + Zirka), avec Volodymyr Hryshko, 1 + 1
- 2013 : Vishka (Вишка), 1+1
- 2017 : Зважені та щасливі (Équilibré et heureux (uk)), avec Igor Isakov, STB